# Coahuilotes, Amatepec
Coahuilotes, eller Los Coahuilotes, är en ort i Mexiko, tillhörande kommunen Amatepec i den sydvästra delen av delstaten Mexiko, i den centrala delen av landet. Orten hade 211 invånare vid folkräkningen 2010.